# Костантини, Чельсо Бениньо Луиджи
Чельсо Бениньо Луиджи Костантини (итал. Celso Benigno Luigi Costantini; 3 апреля 1876, Цоппола, королевство Италия — 17 октября 1958, Рим, Италия) — итальянский куриальный кардинал и ватиканский дипломат. Апостольский администратор епархии Риеки с 30 апреля 1920 по 21 июля 1921. Титулярный епископ Иераполиса Фригийского с 21 июля 1921 по 9 сентября 1922. Титулярный архиепископ Феодосиополя Аркадийского с 9 сентября 1922 по 12 января 1953. Апостольский делегат в Китае с 12 августа 1922 по 3 ноября 1933. Апостольский администратор Харбина с 28 мая 1931 по 3 ноября 1933. Советник Священной Конгрегации Пропаганды Веры с 3 декабря 1933 по 20 декабря 1935. Секретарь Священной Конгрегации Пропаганды Веры с 20 декабря 1935 по 12 января 1953. Канцлер Святой Римской Церкви с 22 мая 1954 по 17 октября 1958. Кардинал-священник с 12 января 1953, с титулом церкви Санти-Нерео-эд-Акиллео с 15 января 1953 по 5 июня 1958. Кардинал-священник с титулом церкви Сан-Лоренцо-ин-Дамазо с 5 июня по 17 октября 1958.
28 ноября 1923 года в Храме Святого Станислава в Харбине совершил рукоположение Кароля Сливовского в епископа Владивостокской епархии. В это же время и в этом же храме совершил чин присоединения группы православных клириков в Католичество, те в свою очередь сформировали приход Святого князя Владимира и начали проводить богослужения по византийскому обряду в храме Святого Станислава, что положило начало создания Апостольского экзархата Харбина Российской католической церкви византийского обряда.

## Источник
- Информация  (англ.)